# Arvidsjaurs kyrkobokföringsdistrikt

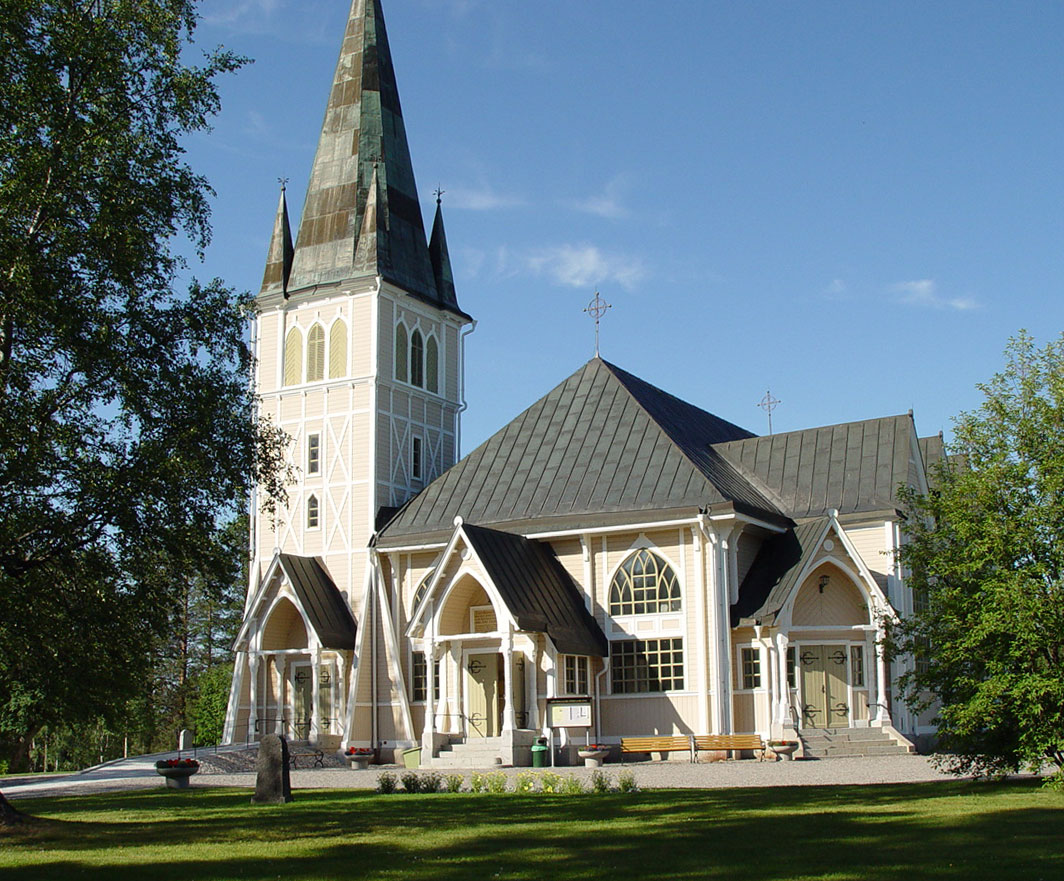
Arvidsjaurs kyrka.

Arvidsjaurs kyrkobokföringsdistrikt var ett kyrkobokföringsdistrikt (ofta förkortat kbfd) i Arvidsjaurs församling i Luleå stift. Dessa distrikt utgjorde delar av en församling i Sverige som i folkbokföringshänseende var likställd med en församling. Distriktet bildades den 1 maj 1923 (enligt beslut den 19 maj 1922) när Arvidsjaurs församling delades upp på två kyrkobokföringsdistrikt (Arvidsjaur och Glommersträsk) och avskaffades 1 juli 1991 när det återigen ingick i Arvidsjaurs församling, samtidigt som Sveriges indelning i kyrkobokföringsdistrikt upphörde.
1 januari 1947 (enligt beslut den 26 oktober 1945) överfördes till Arvidsjaurs kyrkobokföringsdistrikt från Södra Bergnäs kyrkobokföringsdistrikt de till Södra Bergnäs tillhörande delarna av Gullö by, samt hemmanet Sandudden. Området hade 71 invånare och omfattade en areal av 41,06 kvadratkilometer, varav 28,46 km² land.
Arvidsjaurs kyrkobokföringsdistrikt hade församlingskoden 250502.

## Areal
Arvidsjaurs kyrkobokföringsdistrikt omfattade den 1 januari 1976 en areal av 5 438,6 kvadratkilometer, varav 5 061,0 kvadratkilometer land.

## Befolkningsutveckling
| Befolkningsutvecklingen i Arvidsjaurs kyrkobokföringsdistrikt 1925–1990 | Befolkningsutvecklingen i Arvidsjaurs kyrkobokföringsdistrikt 1925–1990 | Befolkningsutvecklingen i Arvidsjaurs kyrkobokföringsdistrikt 1925–1990 | Befolkningsutvecklingen i Arvidsjaurs kyrkobokföringsdistrikt 1925–1990 | Befolkningsutvecklingen i Arvidsjaurs kyrkobokföringsdistrikt 1925–1990 |
| --- | ----------------------------------------------------------------------- | ----------------------------------------------------------------------- | ----------------------------------------------------------------------- | ----------------------------------------------------------------------- |
| |                                                                         |                                                                         |                                                                         |                                                                         |
| År |                                                                         |                                                                         | Folkmängd                                                               |                                                                         |
| 1925 | 1925                                                                    |                                                                         | 5 818                                                                   |                                                                         |
| 1930 | 1930                                                                    |                                                                         | 6 993                                                                   |                                                                         |
| 1935 | 1935                                                                    |                                                                         | 7 635                                                                   |                                                                         |
| 1940 | 1940                                                                    |                                                                         | 7 786                                                                   |                                                                         |
| 1945 | 1945                                                                    |                                                                         | 8 570                                                                   |                                                                         |
| 1950 | 1950                                                                    |                                                                         | 8 969                                                                   |                                                                         |
| 1955 | 1955                                                                    |                                                                         | 8 732                                                                   |                                                                         |
| 1960 | 1960                                                                    |                                                                         | 8 434                                                                   |                                                                         |
| 1965 | 1965                                                                    |                                                                         | 7 791                                                                   |                                                                         |
| 1970 | 1970                                                                    |                                                                         | 7 026                                                                   |                                                                         |
| 1975 | 1975                                                                    |                                                                         | 7 006                                                                   |                                                                         |
| 1980 | 1980                                                                    |                                                                         | 7 424                                                                   |                                                                         |
| 1985 | 1985                                                                    |                                                                         | 7 284                                                                   |                                                                         |
| 1990 | 1990                                                                    |                                                                         | 7 216                                                                   |                                                                         |
| Anm: För åren 1930 och 1940-1945: befolkning enligt folkräkning 31 december enligt den administrativa indelningen den 1 januari följande år. 1950 avser befolkning enligt folkräkning den 31 december enligt den administrativa indelningen den 1 januari 1952. Åren 1925, 1935, 1955 samt 1975-1990 avser den kyrkobokförda befolkningen den 31 december enligt den administrativa indelningen den 1 januari följande år. 1960, 1965 och 1970 avser befolkning enligt folkräkning den 1 november enligt den administrativa indelningen den 1 januari följande år. |                                                                         |                                                                         |                                                                         |                                                                         |